# Psammotettix rupicola
Psammotettix rupicola är en insektsart som beskrevs av Logvinenko 1965. Psammotettix rupicola ingår i släktet Psammotettix och familjen dvärgstritar. Inga underarter finns listade i Catalogue of Life.